# Ожевиллер
Ожевилле́р (фр. Ogéviller) — коммуна во французском департаменте Мёрт и Мозель региона Лотарингия. Относится к кантону Бламон.	

## География
Ожевиллер расположен в 45 км к востоку от Нанси. Стоит на берегу небольшой реки Вердуретт, одного из основных притоков Везузы. Соседние коммуны: Фремениль на севере, Эрбевиллер и Сен-Мартен на северо-востоке, Миньевиль на юго-востоке, Редонвиль, Петтонвиль и Абленвиль на юге, Бюривиль на юго-западе, Бенамениль на северо-западе.

## Демография
Население коммуны на 2010 год составляло 299 человек.
| 1962 | 1968 | 1975 | 1982 | 1990 | 1999 | 2010 |
| ---- | ---- | ---- | ---- | ---- | ---- | ---- |
| 279  | 305  | 300  | 300  | 281  | 289  | 299  |

## Достопримечательности
- Средневековый замок XIV века, принадлежавший вассалу графа Бламон, упоминается в 1407 году. В 1587 году был захвачен рейтарами под командованием герцога Буйона. В XVII веке разрушен по приказу Ришельё. Сохранились останки двух башен замка.
- Останки бывшей фабрики лозоплетения.